# مارك كارو
مارك كارو (بالفرنسية: Marc Caro)‏ (و. 1956 – م) هو كاتب سيناريو، وممثل، ومخرج سينمائي من فرنسا . ولد في نانت .

## جوائز
حصل على جوائز منها:
- Grand prix de l'Imaginaire [الإنجليزية]‏.

## روابط خارجية
- مارك كارو على موقع IMDb (الإنجليزية)
- مارك كارو على موقع ألو سيني (الفرنسية)
- مارك كارو على موقع ميوزك برينز (الإنجليزية)
- مارك كارو على موقع أول موفي (الإنجليزية)
- مارك كارو على موقع قاعدة بيانات الأفلام السويدية (السويدية)
- مارك كارو على موقع قاعدة بيانات الفيلم (الإنجليزية)
- مارك كارو على موقع كينوبويسك (الروسية)